# Tetraglochidium jugorum
Tetraglochidium jugorum là một loài thực vật có hoa trong họ Ô rô. Loài này được (Benoist) Bremek. miêu tả khoa học đầu tiên năm 1957.